# Медаль «90-летие органов дипломатической службы Азербайджана (1919–2009)»
Юбилейная медаль «90-летие органов дипломатической службы Азербайджана (1919—2009)» (азерб. "Azərbaycan Respublikası diplomatik xidmət orqanlarının 90 illiyi (1919–2009)" yubiley medalı) — государственная награда Азербайджанской Республики.

## История и положения
Юбилейная медаль «90-летие органов дипломатической службы Азербайджана (1919—2009)» была учреждена указом Президента Азербайджанской Республики Ильхамом Алиевым от 30 июня 2009 года № 850-IIIQ.
Медалью награждаются следующие лица:
- Сотрудники дипломатических служб Азербайджанской Республики, которые образцово выполняют свои обязанности и добиваются высоких результатов в дипломатической службе;
- Лица, осуществляющие административно-техническое обслуживание дипломатических служб;
- Ветераны дипломатических служб;
- Другие лица, которые активно участвуют в развитии международных связей Азербайджанской Республики и имеют особые заслуги в развитии дипломатических служб.[3]

## Описание
Медаль «90-летие органов дипломатической службы Азербайджана (1919—2009)» представляет собой медаль круглой формы и прямоугольной планки. Медаль выполнена из бронзы, покрыта золотом, имеет диаметр 35 мм.
На обеих сторонах медали изображены две окружности. В верхней окружности, по верхнему полукругу, выгравированы слова «AZƏRBAYCAN RESPUBLİKASI», по нижнему полукругу — «DİPLOMATİK ХİDMƏTİ». Во второй окружности, в центре, на фоне условного изображения глобуса, размещён рельефная золотистая эмблема с цифрой «90» и словом «il», ниже которого выгравированы цифры «1919-2009».
Обратная сторона медали имеет гладкую поверхность. В центре, в верхней части, выгравирована золотистая рельефная цифра «90», ниже — слова «AZƏRBAYCAN RESPUBLİKASI DİPLOMATİK XİDMƏTİ» и цифры «1919-2009». Планка для крепления медали к одежде имеет размеры 27 мм x 39 мм и соединяется с медалью кольцом и креплением. Планка состоит из четырех золотистых полос шириной 1,5 мм и трех диагональных полос шириной 7 мм, отражающих цвета Государственного флага Азербайджанской Республики. В верхней части планки прикреплён золотистый элемент шириной 4 мм. К медали прикрепляется элемент для крепления к одежде размером 27 мм x 9 мм.

## Способ ношения
Лица, удостоенные медали, награждаются руководителем соответствующего государственного органа, назначенным исполнительной властью.
Медаль «90-летие органов дипломатической службы Азербайджана» размещается на левой стороне груди и следует за другими орденами и медалями Азербайджанской Республики после медали «За отличие в дипломатической службе».